# Балюк Леся Василівна
Ле́ся Васи́лівна Балю́к (нар. 6 лютого 1977, с. Трибухівці Бучацького району Тернопільської області) — українська письменниця.

## Життєпис
Закінчила Бучацький радгосп-технікум, Національний університет харчових технологій.

## Доробок
- «Диво для Попелюшки» (збірник оповідань),
- «Анатомія душі» (поетична книжка, у співавторстві),
- публікації в антології «Що записано в книгу життя».